# Station Węgry
Station Węgry is een spoorwegstation in de Poolse plaats Węgry.